# Индекс Херфиндаля
Индекс Херфиндаля, индекс Херфиндаля — Хиршмана, индекс Герфиндаля — Гиршмана (англ. Herfindahl — Hirschman index) — показатель, использующийся для оценки степени рыночной концентрации отрасли. Назван в честь экономистов Орриса Херфиндаля и Альберта Хиршмана.

## Вычисление
Определяется как сумма квадратов долей продаж каждой фирмы в отрасли:
{\displaystyle HHI=S_{1}^{2}+S_{2}^{2}+...+S_{n}^{2}},
где {\displaystyle S_{1},S_{2}} — выраженные (в процентах) доли (англ. share) продаж фирм в отрасли, определяемые как отношение объёма продаж фирмы к объёму всех продаж отрасли.
В случае чистой монополии, когда отрасль состоит из одной фирмы, {\displaystyle HHI=10000} (1,0 при беспроцентном расчёте). Для двух фирм с равными долями {\displaystyle HHI=50^{2}+50^{2}=5000} (0,5), для 100 фирм с долей в 1 % {\displaystyle HHI=100} (0,01 при беспроцентном расчёте). Таким образом индекс Херфиндаля реагирует на рыночную долю каждой фирмы в отрасли.
Индекс Херфиндаля ограничен сверху 10000 (при исчислении долей в процентах; или 1,0 при прямом, беспроцентном использовании долей для расчётов. Причём это значение достигается только в случае чистой монополии одной фирмы) и ограничен снизу {\displaystyle {\frac {10000}{n}}}  (=1/n без % счёт), где {\displaystyle n} — количество фирм в отрасли (причём данное значение достигается в случае равного распределения долей продаж между фирмами в отрасли).

## Применение
С 1982 года в США HHI законодательно сделан важным показателем при оценке допустимости слияний и поглощений в рамках «антитрестовского» законодательства.
Коэффициент Херфиндаля-Хиршмана показывает, какое место, долю на данном рынке занимают продавцы, владеющие малыми долями. По значениям коэффициентов концентрации (CR) и индексов Херфиндаля-Хиршмана выделяются три типа рынка:
- I тип — высококонцентрированные рынки: при 70 % < CR < 100 % ; 1800 < HHI < 10000
- II тип — умеренноконцентрированные рынки: при 45 % < СR < 70 % ; 1000 < HHI < 1800
- III тип — низкоконцентрированные рынки: при CR < 45 % ; HHI < 1000

## История
Идею этого индекса впервые предложил Альберт Хиршман в 1945 году, однако его индекс представлял собой квадратный корень из современной формулы:
{\displaystyle HI={\sqrt {S_{1}^{2}+S_{2}^{2}+...+S_{n}^{2}}}},
где {\displaystyle S_{1},S_{2}} — доли продаж фирм в отрасли, т.е. отношение объёма продаж фирмы к объёму всех продаж в отрасли.
В ныне принятом виде формулу предложил Оррис Херфиндаль в 1950 году.